# Temporada de huracanes del Atlántico de 1979
La Temporada de huracanes del Atlántico de 1979 fue la primera temporada de huracanes que incluyó tanto nombres masculinos como femeninos. La temporada de huracanes comenzó el 1 de junio y finalizó el 30 de noviembre. Aunque la temporada contó con 27 depresiones tropicales, estuvo inactiva debido a que solo hubo 9 tormentas con nombre. El primer ciclón tropical, una depresión tropical sin numerar, se desarrolló el 9 de junio y se disipó un par de días después sin impactar tierra. La Depresión Tropical Uno, causó importantes inundaciones en Jamaica. En junio, la Tormenta Tropical Ana causó un impacto mínimo en las Antillas Menores. El Huracán Bob, la primera tormenta con nombre masculino en el Atlántico, causó daños moderados en la región de la Costa del Golfo de los Estados Unidos. La tormenta tropical Claudette provocó caídas de hasta 45 pulgadas (1.100 mm) de lluvia en Texas, causando daños moderados por inundaciones.
La tormenta más fuerte de la temporada fue el huracán David, un huracán de categoría 5 que causó devastación en República Dominicana, así como un impacto significativo en las Antillas Menores y el sureste de Estados Unidos. David causó $ 1,54 mil millones (1979 USD) en daños y por lo menos 2.068 víctimas mortales. Otra tormenta fuerte, el huracán Frederic, dio como resultado un gran impacto, especialmente en los Estados Unidos, donde fue el ciclón tropical más costoso de la historia, en ese momento. La Depresión tropical Ocho, la Tormenta Tropical Elena, el huracán Henri, una depresión tropical sin numerar en septiembre, y la Tormenta Subtropical Uno causaron efectos menores sobre tierra. Varios de los ciclones tropicales también se trasladaron muy cerca de tierra, pero el impacto es desconocido. En conjunto, los ciclones tropicales de la temporada resultaron en 4,27 billones de dólares de daños y por lo menos 2.118 muertes.

## Resumen de la temporada
Cinco ciclones tropicales estaban activos el 1 de septiembre, los huracanes David y Frederic, la tormenta tropical Elena, y dos depresiones tropicales sin numerar. La temporada de huracanes del Atlántico comenzó oficialmente el 1 de junio de 1979. A pesar de 27 ciclones tropicales desarrollados, solo nueve de ellos se convirtieron en tormentas con nombre, que fue ligeramente inferior a la media 1950-2000 de 9,6 tormentas con nombre por temporada. De las nueve tormentas tropicales, cinco de ellas se fortalecieron en huracán, que también fue ligeramente inferior a la media. Dos de los cinco huracanes se convirtieron en huracanes mayores, que es de categoría 3 o superior en la escala Saffir-Simpson. Tres tormentas tropicales, una tormenta subtropical, y tres huracanes tocaron tierra durante la temporada y causaron al menos 2.118 muertes y $ 4,27 mil millones (1979 USD). A pesar de su intensidad, una depresión tropical también resultó con un impacto notorio en Jamaica. La última tormenta de la temporada, una tormenta subtropical sin nombre, se disipó el 15 de noviembre, unos 15 días antes del final oficial de la temporada de huracanes el 30 de noviembre.
La temporada de huracanes de 1979 fue una temporada normal, pero destructiva con 27 depresiones, con nueve alcanzando fuerza de tormenta tropical. Los ciclones notables incluyeron una depresión tropical que causó uno de los peores desastres naturales de Jamaica. La tormenta tropical Claudette se convirtió en una de las tormentas tropicales más destructivas de todos los tiempos y creó un registro de 24 horas de lluvia para los Estados Unidos. El huracán David alcanzó categoría 5 y fue el primer huracán de tal fuerza que tocó tierra directamente en la República Dominicana, matando a más de 2.000 personas. El huracán Frederic se convirtió en un huracán de categoría 4 con vientos de 135 mph (217 km/h), causando más de $ 4-8 mil millones de dólares en daños (2005 USD) a algunas de las mismas zonas afectadas por el huracán David. El huracán Henri se formó a mediados de septiembre en el Golfo de México y nunca tocó tierra, la cual fue una ocurrencia rara. Los daños de toda la temporada ascendieron a $ 4,27 mil millones (1979 USD).
La actividad de la temporada se reflejó con una energía ciclónica acumulada (ECA) de 93. La ECA es, a grandes rangos, la medida de la energía del huracán multiplicado por la cantidad de tiempo que existió, por lo que las tormentas que duran mucho tiempo, así como huracanes particularmente fuertes, tienen alta ECA. La ECA se calcula únicamente para los avisos completos sobre sistemas tropicales superiores a 34 nudos (39 mph, 63 km/h) o fuerza de tormenta tropical. Las tormentas subtropicales no están incluidos en el valor de la ECA.

## Ciclones tropicales

### Tormenta tropical Ana
Una onda tropical salió de la costa oeste de África y entró en el Atlántico el 14 de junio. Se dirigió hacia el oeste y después de que las imágenes satelitales indicaran una circulación cerrada, la ola se clasificó como depresión tropical el 19 de junio, mientras se ubicaba a varios cientos de millas al este-sureste de las Islas de Barlovento. El sistema fue el primer ciclón tropical que se desarrolló al este de las Antillas Menores en junio desde el huracán Trinidad de 1933;  más recientemente, una depresión tropical en 2000 , otra en 2003 y la tormenta tropical Bret en 2017 se formaron allí en ese mes. Inicialmente, la depresión siguió hacia el oeste-noroeste, antes de curvarse hacia el noroeste a fines del 20 de junio. 
Un avión de reconocimiento de la Fuerza Aérea de los Estados Unidos notó que la depresión se estaba fortaleciendo y, a primeras horas del 22 de junio, se convirtió en tormenta tropical Ana. A partir de entonces, la tormenta comenzó a desplazarse casi hacia el oeste, hacia las Antillas Menores. Ana alcanzó su punto máximo con vientos de 60 mph (95 km / h), antes de que la cizalladura del viento comenzara a separar la convección profunda del centro, lo que provocó su debilitamiento. Temprano el 23 de junio, la tormenta azotó Santa Lucía y luego cayó a la intensidad de depresión tropical al ingresar al Mar Caribe. Ana continuó debilitándose y degeneró nuevamente en una onda tropical el 24 de junio, mientras se encontraba entre Puerto Rico y Venezuela. A pesar de cruzar directamente Santa Lucía, solo se produjeron lluvias ligeras, en dominicana llovió durante 15 horas y se reportaron ráfagas de viento. 

### Huracán Bob
Una onda tropical se convirtió en una depresión tropical en el suroeste del Golfo de México el 9 de julio. Siguiendo una dirección general hacia el norte, las condiciones favorables permitieron un fortalecimiento rápido. Menos de un día después de su formación, el sistema alcanzó la intensidad de tormenta tropical, por lo que recibió el nombre de Bob y se convirtió en la primera tormenta tropical del Atlántico con nombre masculino, seguida de la intensidad de huracán el 11 de julio. Poco después de fortalecerse en un huracán, Bob alcanzó su intensidad máxima con vientos máximos sostenidos de 75 mph (121 km/h).  Con la misma intensidad, Bob tocó tierra al oeste de Grand Isle, Luisiana, y se debilitó rápidamente después de moverse tierra adentro. Sin embargo, la depresión tropical resultante persistió durante varios días en paralelo al Misisipi y los ríos Ohio. El 16 de julio, el sistema emergió en el Atlántico occidental, donde posteriormente fue absorbido por un área cercana de baja presión. 
Se llevaron a cabo evacuaciones costeras y en alta mar generalizadas a lo largo de la costa del Golfo de los Estados Unidos en preparación para el huracán Bob.  Los efectos del huracán en los Estados Unidos fueron en su mayoría marginales y típicos de un huracán mínimo. El ciclón produjo una marejada ciclónica moderada, que dañó algunos tramos costeros y provocó inundaciones costeras. Los fuertes vientos también se asociaron con la llegada a tierra de Bob, aunque ninguna estación observó vientos con fuerza de huracán. Los vientos derribaron árboles y reventaron ventanas, además de provocar apagones generalizados. También se informó de fuertes lluvias en algunos lugares, con un máximo de 7,16 pulgadas (182 mm) en Luisiana. Más hacia el interior, las lluvias torrenciales provocaron inundaciones en Indiana, lo que provocó daños más considerables que en la costa. Bob también generó ocho tornados, con dos causando daños significativos.  En general, Bob fue responsable de una muerte y $20 millones en daños. 

### Tormenta tropical Claudette
Una onda tropical generó una depresión tropical al este de las Antillas Menores el 16 de julio. Se fortaleció gradualmente hasta convertirse en la tormenta tropical Claudette el 17 de julio y cruzó el norte de las Islas de Sotavento ese mismo día. Cuando la tormenta se acercó a Puerto Rico a primeras horas del 18 de julio, se debilitó hasta convertirse en una depresión tropical. Claudette volvió a degenerar en una onda tropical después de cruzar Puerto Rico. A última hora del 18 de julio, los remanentes golpearon la República Dominicana y emergieron al Mar Caribe al día siguiente. El sistema cruzó el oeste de Cuba el 21 de julio, poco antes de llegar al Golfo de México y se regeneró en un ciclón tropical. Para el 23 de julio, Claudette recuperó la intensidad de tormenta tropical y giró hacia el norte. La tormenta tocó tierra cerca de la frontera entre Texas y Luisiana ese mismo día. Finalmente se disipó sobre Virginia Occidental el 29 de julio.
En las Antillas Menores, la tormenta trajo fuertes lluvias y ráfagas de viento a varias islas. Se produjeron inundaciones menores en Saint Croix. Las precipitaciones superiores a 10 pulgadas (250 mm) en algunas áreas de Puerto Rico provocaron daños agrícolas generalizados, casas y calles inundadas. Hubo una muerte y aproximadamente $ 750,000 en daños.  Hasta 42 pulgadas (1100 mm) de lluvia cayeron en un día en Alvin, Texas, que es la cantidad récord de precipitación en 24 horas para cualquier lugar de los Estados Unidos. Solo dentro del estado de Texas, cientos de negocios y aproximadamente 15,000 hogares sufrieron daños por inundaciones. Los cultivos de arroz también se arruinaron.  Se informó de una muerte por ahogamiento en el estado. En Luisiana, extensas inundaciones costeras ocurrió, con millas de carreteras maltratadas o destruidas en la parroquia de Cameron , mientras que varios barcos a lo largo de la costa volcaron. En Johnson Bayou , los campamentos de pesca y las casas sufrieron daños o destrucción. Más al interior, otros estados experimentaron inundaciones de agua dulce, especialmente Indiana y Misuri. En total, Claudette fue responsable de dos muertes y $750 millones en pérdidas. 

### Huracán David
Una onda tropical se convirtió en una depresión tropical a las 12:00 UTC del 25 de agosto, mientras se encontraba a unas 870 millas (1400 km) al sureste de Cabo Verde. Moviéndose hacia el oeste, la depresión se intensificó en la tormenta tropical David temprano al día siguiente. Poco después de alcanzar la categoría de huracán el 27 de agosto, David se profundizó rápidamente. A las 12:00 UTC del día siguiente, era un fuerte huracán de categoría 4. A partir de entonces, la tormenta osciló en intensidad mientras se acercaba a las Antillas Menores y golpeó a Dominica tarde el 29 de agosto con vientos de 230 km/h (145 mph). Después de ingresar al Mar Caribe, se profundizó aún más y, a las 18:00 UTC del 30 de agosto, David alcanzó su punto máximo con vientos máximos sostenidos de 175 mph (280 km / h). A última hora del 31 de agosto, curvó hacia el noroeste y golpeó Santo Domingo, República Dominicana con la misma intensidad. 
La tormenta se debilitó rápidamente mientras cruzaba La Española y era solo un huracán de categoría 1 al emerger en el Paso de los Vientos el 1 de septiembre. Moviéndose hacia el noroeste, David tocó tierra en el extremo este de Cuba ese día y se debilitó brevemente a tormenta tropical. Sin embargo, después de llegar al Atlántico, se volvió a fortalecer a Categoría 1. David luego atravesó las Bahamas y cruzó la isla de Andros el 2 de septiembre. A partir de entonces, la tormenta se volvió a intensificar a Categoría 2 y tocó tierra cerca de West Palm Beach, Florida tarde al día siguiente. El huracán permaneció apenas tierra adentro y resurgió en el Atlántico en Merritt Island a primeras horas del 4 de septiembre. A partir de entonces, el ciclón se debilitó ligeramente y tocó tierra enBlackbeard Island, Georgia más tarde ese día como un huracán de categoría 1. David se dirigió hacia el norte-noreste y se debilitó a tormenta tropical el 5 de septiembre. Mientras cruzaba los estados del Atlántico Medio, la tormenta se curvó hacia el noreste y se aceleró, antes de volverse extratropical sobre Nueva York a última hora del 6 de septiembre. Los restos de David persistieron sobre Nueva Inglaterra y Atlántico canadiense, antes de disiparse al noreste de Terranova el 8 de septiembre. 
En Dominica, los fuertes vientos dañaron o destruyeron el 80% de las viviendas, dejando sin hogar al 75% de la población de la isla. La agricultura también se vio gravemente afectada, con el 75% de los cultivos arruinados, incluida la pérdida total de bananos. Hubo 56 muertos y 180 heridos. Destrucción similar ocurrió en Guadalupe y Martinica, con cientos de personas sin hogar y grandes daños a los cultivos. Guadalupe y Martinica también sufrieron daños por $50 millones y $100 millones, respectivamente. En Puerto Rico, las inundaciones y los fuertes vientos combinados resultaron en $70 millones en daños y siete muertes, cuatro por electrocución. República Dominicana fue azotada por vientos muy fuertes y lluvias torrenciales. Pueblos enteros fueron destruidos y muchos otros quedaron aislados debido a los daños o la destrucción de muchas carreteras. Miles de casas fueron destruidas, dejando a más de 200.000 personas sin hogar a raíz del huracán. Además, se arruinó casi el 70% de las cosechas del país. En general, la tormenta causó al menos 2000 muertes y alrededor de $ 1 mil millones en daños en la República Dominicana. Se produjo un impacto mínimo en las Bahamas, Cuba y Haití.  En Florida, los fuertes vientos causaron daños moderados, incluida una torre de radio derribada, una grúa rota y destechado de edificios. También hubo 10 tornados. Los daños totalizaron aproximadamente $ 95 millones. Otros estados a lo largo de la costa este de los Estados Unidos experimentaron inundaciones y tornados. Este último fue particularmente severo en Virginia, con tornados que causaron una muerte, dañaron 270 casas y destruyeron otras tres casas. A lo largo de los Estados Unidos, hubo 15 muertes y alrededor de $ 320 millones en daños. 

### Huracán Frederic
Las imágenes satelitales y las observaciones de los barcos indicaron que se desarrolló una depresión tropical a las 06:00 UTC del 29 de agosto, mientras se encontraba a unas 270 millas (430 km) al sursudoeste de la isla más al sur de Cabo Verde. A las 12:00 UTC del día siguiente, la depresión se convirtió en la tormenta tropical Frederic. Se produjo una mayor intensificación y la tormenta se convirtió en huracán el 1 de septiembre. Sin embargo, el flujo de salida del huracán David hizo que Fredric se debilitara de nuevo a tormenta tropical temprano al día siguiente. Mientras se desplazaba por el norte de las Islas de Sotavento el 4 de septiembre, trajo ráfagas de viento y fuertes lluvias a algunas islas. En Sint Maarten , un barco de pesca se hundió, matando a siete personas.  Se observaron fuertes vientos en las Islasas Vírgenes de los Estados Unids . En Santo Toms , los techos de tres grandes edificios de apartamentos volaron, dejando a unas 50 familias sin hogar. Además, las inundaciones destruyeron cuatro casas e impactaron a otras 50. Numerosas casas en Saint Croix también sufrieron daños por agua. 
Alrededor del mediodía del 4 de septiembre, Frederic tocó tierra en Humacao, Puerto Rico, con vientos de 50 mph (85 km/h).  Las inundaciones en la isla obligaron a más de 6.000 personas a huir de sus hogares en busca de refugio. Numerosas carreteras fueron cerradas debido a deslizamientos de tierra e inundaciones. Al menos nueve ciudades sufrieron inundaciones. 
Después de cruzar Puerto Rico, Frederic reemergió brevemente en el Mar Caribe, antes de tocar tierra cerca de Santo Domingo, República Dominicana con vientos de 45 mph (75 km/h) a las 00:00 UTC del 6 de septiembre  Se informó un impacto mínimo en ese país, aunque las fuertes lluvias, que excedieron las 24 pulgadas (610 mm) en algunos lugares, agravaron los daños causados por el huracán David. Frederic se debilitó aún más mientras cruzaba Hispaniola. Más tarde, el 6 de septiembre, el sistema resurgió brevemente en el Océano Atlántico, pero la interacción terrestre con la isla lo debilitó a una depresión tropical. La tormenta cruzó el Paso de los Vientos y luego tocó tierra en el sureste de la provincia cubana de Guantánamo a principios del 7 de septiembre  Debido a la naturaleza débil de Frederic, se informó de un impacto mínimo  Luego se movió a lo largo, o justo frente a la costa, de la costa sur de Cuba. Si bien se encuentra al sur de la provincia de Matanzas a principios del 9 de septiembre, el sistema se fortaleció nuevamente hasta convertirse en una tormenta tropical. A pesar de la interacción terrestre con Cuba, Frederic continuó intensificándose. 
Poco antes de emerger al Golfo de México el 10 de septiembre, Frederic volvió a intensificarse hasta convertirse en huracán. Durantente los días siguientes, la tormenta se fortaleció significativamente, pero no rápidamente, mientras se desplazaba hacia el noroeste. A las 12:00 UTC del 12 de septiembre, Frederic alcanzó su máxima intensidad con vientos máximos sostenidos de 130 mph (215 km/h) y una presión barométrica mínima de 943 mbar (27,8 inHg). Temprano al día siguiente, la tormenta tocó tierra cerca de Dauphin Island y luego cerca de la frontera estatal entre Alabama y Mississipi . La tormenta se debilitó rápidamente y cayó a la intensidad de tormenta tropical a última hora del 13 de septiembre. Frederic luego aceleró hacia el noreste y se volvió extratropical sobre Nueva York .alrededor de las 18:00 UTC del día siguiente. Los remanentes persistieron hasta que se disiparon sobre New Brunswick a principios del 15 de septiembr.  Frederic trajo destrucción a la costa del Golfo de los Estados Unidos. En Alabama, marejadas ciclónicas de hasta 12 pies (3,7 m) y ráfagas de viento de hasta 145 mph (233 km/h) causaron la destrucción de casi todos los edificios dentro de los 600 pies (180 m) de la cost.  En el Móil , casi el 90% de la ciudad se quedó sin electricida.  También se reportaron extensos daños costeros en Misisipi, debido a mareas que oscilaron entre 6 y 12 pies (1,8 a 3,7 m) por encima de lo normal. Cientos de estructuras fueron severamente impactadas o destruidas. A lo largo de los Estados Unidos, la tormenta causó cinco muertes y aproximadamente $1.7 mil millones en daños. 

### Tormenta tropical Elena
El 27 de agosto, una débil onda tropical atravesó Florida y entró en el Golfo de México. Al llegar al Golfo de México central, los barcos, las boyas y las observaciones satelitales indicaron que se desarrolló una depresión tropical a principios del 30 de agosto, mientras se encontraba a mitad de camino entre el extremo sureste de Luisiana y la costa norte de la península de Yucatán. Un vuelo de un avión de reconocimiento confirmó la existencia de una depresión tropical. A última hora del 30 de agosto, la depresión se convirtió en la tormenta tropical Elena. Temprano al día siguiente, Elena alcanzó su punto máximo con vientos de 40 mph (65 km / h) y una presión barométrica mínima de 1004 mbar (29,6 inHg). 
Alrededor de las 12:00 UTC del 1 de septiembre, la tormenta tocó tierra cerca de Matagorda, Texas, con vientos de 40 mph (65 km/h). Elena se debilitó rápidamente a depresión tropical unas seis horas después, antes de disiparse temprano el 2 de septiembre. Debido a la naturaleza débil de la tormenta, el impacto fue generalmente menor. En Texas, la precipitación alcanzó un máximo de 10,28 pulgadas (261 mm) en el Aeropuerto Municipal de Palacios. Ocurrieron inundaciones, con el peor impacto en el condado de Harris. Cientos de autos quedaron paralizados o sumergidos en el centro de Houston y 45 autobuses sufrieron daños por agua. Los sótanos y la comisaría también se inundaron. En otras partes del condado, algunas casas y negocios se inundaron. Elena causó cinco muertes y menos de $10 millones en daños. 

### Huracán Gloria
Una onda tropical salió de la costa oeste de África y se convirtió en una depresión tropical el 4 de septiembre. Bajo la influencia de una vaguada en los vientos del oeste, la depresión se dirigió hacia el noreste y pasó por alto Cabo Verde el 5 de septiembre. A las 12:00 UTC del día siguiente, la depresión se actualizó a la tormenta tropical Gloria, mientras se movía hacia el oeste-noroeste a aproximadamente 17 mph (27 km / h). Después de curvarse abruptamente hacia el norte-noroeste, Gloria se convirtió en huracán a principios del 7 de septiembre.  Un sistema frontal de mayor latitud y un área de alta presión hicieron que Gloria desacelerara y provocara un movimiento hacia el oeste a partir del 9 de septiembre. 
Gloria se debilitó brevemente a tormenta tropical a última hora del 10 de septiembre, pero volvió a fortalecerse hasta convertirse en huracán al día siguiente. Finalmente, el huracán giró hacia el noreste y comenzó a acelerar. A las 1800 UTC del 12 de septiembre, Gloria alcanzó su máxima intensidad con vientos de 100 mph (155 km/h) y una presión barométrica mínima de 975 mbar (28,8 inHg). Luego, la tormenta comenzó a debilitarse y cayó a la intensidad de un huracán de categoría 1 el 13 de septiembre.  Durante ese tiempo, Gloria comenzó a fusionarse lentamente con un área de baja presión que estaba ubicada al norte de las Azores y perdió características tropicales el 15 de septiembre. bien al norte de la isla de Flores en las Azores, en ese momento. 

### Huracán Henri
Una onda tropical se convirtió en una depresión tropical cerca de la Península de Yucatán el 15 de septiembre. Rápidamente ingresó al Golfo de México y giró hacia el oeste. A medida que la depresión se curvaba hacia el suroeste el 16 de septiembre, se fortaleció y se convirtió en tormenta tropical Henri. A partir de entonces, Henri desaceleró y continuó intensificándose, convirtiéndose en huracán el 17 de septiembre.  Más tarde ese día, mientras giraba hacia el noroeste, el huracán alcanzó su punto máximo con vientos de 85 mph (140 km/h) y una presión barométrica mínima de 983 mbar (29,0 inHg).  Un área cercana de baja presión hizo que Henri se moviera de forma errática. Henri comenzó a debilitarse debido a la interacción terrestre con México y volvió a degradarse a tormenta tropical el 18 de septiembre. 
Para el 19 de septiembre, Henri retrocedió hacia el sureste mientras se debilitaba hasta convertirse en una depresión tropical. La depresión perdió gran parte de su convección y se curvó hacia el noreste el 20 de septiembre, por delante de un frente frío. Henri giró hacia el este-noreste el 23 de septiembre y fue absorbido por una vaguada frontal de baja presión en el centro-este del Golfo de México al día siguiente. Este fue un raro ejemplo de una tormenta que ingresa al Golfo de México y se disipa sin tocar tierra.  Henri interrumpió los esfuerzos de limpieza del derrame de petróleo de Ixtoc I al dañar una tapa diseñada para detener el flujo de petróleo hacia el Golfo de México.  Aunque permaneció en alta mar, la tormenta trajo fuertes lluvias a México, con un máximo de 19,59 pulgadas (498 mm), obligando a por lo menos 2,000 personas a abandonar sus hogares en Ciudad del Carmen , Campeche . 

## Nombre de los ciclones tropicales
Desde 1953 , el NHC y la Administración Nacional Oceánica y Atmosférica (NOAA) utilizaron una lista de nombres que contenía solo nombres femeninos. A lo largo de los años, grupos feministas criticaron esta práctica, especialmente después de los huracanes Eloise en 1975 y Belle en 1976. Sin embargo, en mayo de 1978, el administrador de la NOAA, Richard A. Frank, anunció que se utilizaría una lista con nombres masculinos y femeninos en el Océano Pacífico oriental ese año y en el Atlántico en 1979, después de presentar una propuesta a la Organización Meteorológica Mundial. Inicialmente, los nombres masculinos estaban programados para ser introducidos en la temporada de 1981. Las tormentas se llamaron Ana, Bob, Claudette, David, Frederic y Henri por primera (y única, en los casos de David y Frederic) vez en 1979. El nombre Elena se usó anteriormente en la temporada de 1965 , y el nombre Gloria se usó en 1976. Los nombres que no se retiraron de esta lista se usaron nuevamente en la temporada de 1985 . Los nombres que no fueron asignados están marcados en gris.
| - Ana - Bob - Claudette - David - Elena - Frederic - Gloria | - Henri - Isabel(sin usar) - Juan(sin usar) - Kate(sin usar) - Larry (sin usar) - Mindy (sin usar) - Nicholas (sin usar) | - Odette (sin usar) - Peter (sin usar) - Rose (sin usar) - Sam (sin usar) - Teresa (sin usar) - Victor (sin usar) - Wanda (sin usar) |

### Nombres retirados
En la primavera de 1980, en la segunda sesión del comité de huracanes de la AR IV, la Organización Meteorológica Mundial retiró los nombres de David y Frederic de sus listas rotativas de nombres debido a las muertes y los daños que causaron, y no se volverán a utilizar para otro huracán atlántico. Fueron reemplazados por Danny y Fabian para la temporada de 1985, respectivamente.